# Century
Century – miasto w Stanach Zjednoczonych, w stanie Floryda, w hrabstwie Escambia.